# Gaia: Um Novo Olhar sobre a Vida na Terra
Gaia: Um Novo Olhar sobre a Vida na Terra (no original em inglês, Gaia: A New Look at Life on Earth), é um livro do cientista James Lovelock publicado em 1979. 
O livro apresentou ao grande público a Hipótese Gaia, que o autor vinha desenvolvendo desde a década anterior junto com colegas, notadamente Lynn Margulis, postulando que a Terra (Gaia, para os antigos gregos) é um sistema complexo, integrado e auto-regulado, em que seus organismos vivos e seu ambiente físico evoluem sofrendo influências recíprocas que objetivam a preservação da vida. Muito rechaçado pela comunidade científica em sua aparição, ganhou não obstante imensa repercussão popular e se tornou um dos marcos principais do movimento ecológico que naquela época se consolidava internacionalmente. Logo seus principais pressupostos foram comprovados pela ciência.